# Цанко Цанков (волейболист)
Вижте пояснителната страница за други личности с името Цанко Цанков.
Цанко Цанков е български волейболист. Роден е на 29 юни 1979 г. в Русе, в семейството на спортисти – баща му състезател, а след това международен съдия по тенис на маса, майка му лекоатлетка. Той има сестра – Калина Цанкова, която също е професионална волейболистка.
Цанко е висок 217 см и тежи 115 kg. Като дете тренира водна топка, но след това се пренасовчва към волейбола. Започва да тренира волейбол късно – на 14 години, а на 15 вече е повикан в младежкия национален отбор. Волейболната му кариера започва в младежкия клуб „Славия“ – София, играл е и като център, но избира поста диагонал.

## Спортна кариера
- 1999/2000 Славия София – А – България / Български младежки национал
- 2000/2001 Рома Волей – A1 – Италия
- 2001/2002 Славия София – A – България
- 2002/2003 Славия София – A – България
- 2003/2004 Лукойл Нефтохимик – A – България (3-то място)
- 2004/2005 Славия София – A – България (2-ро място + купа България)
- 2005/2006 Анортозис – A1 – Кипър (купа Кипър)
- 2006/2007 Лукойл Нефтохимик – A – България (1-во място + купа България)
- 2007/2008 Матердомини – A2 – Италия
- 2008/2009 Дунав Русе – A – България / Ануар – A – Ливан (Арабска купа)
- 2009/2010 Дунав Русе – A – България
- 2010/2011 Калиакра Каварна – A – България
- 2011/2012 ВК Монтана – A – България

## Успехи
- Носител на Купата на България с Лукойл Нефтохимик през 2004/2005 г.
- Носител на купата на Кипър 2005/2006 г.
- Шампион на България и носител на купата 2006/2007 г.
- Печели Арабската купа с отбора на Ануар 2008/2009 г.